# Clan Arima

Mon du clan Arima.

Le clan Arima (有馬氏, Arima-shi) est une famille de daimyos du Japon féodal datant de l'époque Sengoku de l'histoire du Japon. Le nom « Arima » peut se traduire comme « a des chevaux », reflétant l'origine samouraï/cavalerie de la famille. Ses membres les plus connus sont Arima Harunobu et Arima Naozumi.
Durant la rébellion de Shimabara, les anciens vassaux Arima, dont beaucoup de chrétiens, constituèrent une des plus importantes menaces contre le shogunat Tokugawa.

## Source de la traduction
- (en) Cet article est partiellement ou en totalité issu de l’article de Wikipédia en anglais intitulé « Arima clan » (voir la liste des auteurs).